# Ophiomyxa pentagona
Ophiomyxa pentagona är en ormstjärneart som först beskrevs av Jean-Baptiste Lamarck 1816.  Ophiomyxa pentagona ingår i släktet Ophiomyxa och familjen skinnormstjärnor. Inga underarter finns listade i Catalogue of Life.